# Sookie St. James Melville
Sookie St. James Belleville es un personaje ficticio de la serie de televisión estadounidense Gilmore Girls, interpretado por la actriz norteamericana Melissa McCarthy.
Es la mejor amiga de Lorelai. Sookie se caracteriza por ser una persona que tiene un buen sentido del humor, un poco descuidada en la cocina y bastante fanática de ésta.

## Trabajo
Chef del Independece Inn, es una gran cocinera, algo despistada, por lo que sus ayudante andan siempre detrás de ella vigilando. Posteriormente abrió el Dragonfly Inn, siendo copropietaria Lorelai.

## Vida personal
En la primera temporada comenzó a salir con Jackson Melville, su proveedor de hortalizas, con quien se casó al finalizar la segunda temporada. 
Tienen dos hijos: David, que es el mayor y su madrina es Rory y Martha, su madrina es Lorelai. Al acabar la serie esperaba otro bebe.
- Datos: Q520699